# Safe and Sound (chanson de Justice)
Pour les articles homonymes, voir Safe and Sound.
Singles de Justice
Helix
(2013) Randy
(2016)
Safe and Sound est une chanson composée par le duo français de musique électronique Justice, publiée le 13 juillet 2016 par Ed Banger Records et Because Music. Il s'agit du single principal du troisième album du groupe, Woman.

## Sortie
Un peu moins d'une semaine avant la sortie du morceau, le 7 juillet 2013, un utilisateur de Reddit le découvre par hasard dans un DJ set de Busy P, fondateur d'Ed Banger Records, grâce à l'application Shazam,,,. Le single est révélé officiellement le 13 juillet lors d'une émission animée par Annie Mac (en) sur BBC Radio 1,. Le même jour le morceau est rendu téléchargeable gratuitement à partir du site web de Justice, en formats MP3 et WAV,.
La pochette du single est une version recadrée et prise dans un différent angle de la pochette de l'album Woman.

## Réception critique
Safe and Sound a été bien reçu par les critiques spécialisés, qui ont loué la structure et la sonorité disco du morceau. Ryan Reed de Rolling Stone a qualifié le morceau d'« épopée disco psychédélique construite sur des claquements de doigts, des cordes de synthés, des synthés de jazz-fusion spasmodiques et l'un des grooves de contrebasse les plus violents depuis le classique de 1982 Forget Me Nots de Patrice Rushen ». Lyndsey Havens de Consequence a comparé le morceau au hit de Justice D.A.N.C.E. en citant les « accroches répétitives et hypnotiques et les voix légères qui naviguent au-dessus du synthétiseur retantissant », et complimatant l'utilisation d'une basse funk et de cordes de synthétiseur dans le morceau. Allison Sadlier d'Entertainment Weekly écrit que le morceau reste fidèle au style de « techno moderne rappellant le disco des années 70 » et qu'il « vaut le coup d'être écouté ».

## Classements
| Classement (2016)   | Meilleure position |
| ------------------- | ------------------ |
| Ultratop (Flandre)  | 12                 |
| Ultratop (Wallonie) | 29                 |
| SNEP                | 48                 |